# Rufino Blanco Fombona
Rufino Blanco Fombona (Caracas, 17 de junio de 1874-Buenos Aires, 16 de octubre de 1944) fue un escritor, diplomático, periodista, político, historiador y editor venezolano, figura destacada del modernismo literario.

## Datos biográficos
De ilustre familia (descendía de conquistadores españoles, próceres de la Independencia, juristas, diplomáticos y escritores), era hijo de Rufino Blanco Toro e Isabel Fombona Palacio. Hizo la instrucción elemental en Caracas y obtuvo el grado de bachiller en 1889. Inició Derecho y Filosofía en la Universidad Central de Venezuela, pero decidió ingresar en la Academia Militar y con apenas dieciocho años intervino en la Revolución Legalista (1892) y ese mismo año fue nombrado cónsul en Filadelfia. Allí empezó a cultivar la poesía y a su regreso a Caracas en 1895 participó en las revistas El Cojo Ilustrado y Cosmópola.
Fue destinado a la Embajada de Venezuela en Holanda, donde permaneció durante 1896 y 1897. En 1898 fue a la cárcel brevemente por haberse batido en duelo con un ayudante del presidente de la República contrario a sus ideas; una vez en libertad marchó a Nueva York a enseñar lengua española y de allí se trasladó a la República Dominicana, donde trabajó como periodista y fue nombrado cónsul en Boston de dicho país (1898-1899). En 1899 aparece en Caracas Trovadores y trovas, una mixtura de versos y prosas que es su primer libro. Siguieron Cuentos de poeta (1900), Cuentos americanos (1904) y Pequeña ópera lírica (1904), un libro de versos ya maduro cuyo prólogo está firmado por Rubén Darío, pues, en efecto, se inscribe dentro de la estética del modernismo, aunque luego se orientará más bien hacia el postmodernismo. Reimprimió parte de sus versos en edición bilingüe (Au-delà des horizons. Petits poèmes lyriques (París, 1908) y simultáneamente publicó una colección de artículos Letras y letrados de Hispanoamérica. 
Fue a la cárcel en Ciudad Bolívar por haber matado al coronel que pretendía detenerlo por luchar contra el monopolio del caucho en su puesto de gobernador del territorio federal Amazonas, en plena región amazónica; esto le sirvió de inspiración para su primera novela, El hombre de hierro (1907), en que son ya visibles los influjos que marcarán su narrativa: el realismo francés (Honoré de Balzac) y el pesimismo naturalista de Guy de Maupassant. Escribió además contra su enemigo el panfleto De cuerpo entero; el negro Benjamín Ruiz (1900) y además atacó al gobierno con otro panfleto del mismo año, Una página de historia; Ignacio Andrade y su gobierno, donde culpaba al político de dicho nombre de haber amañado las elecciones que lo hicieron presidente y provocaron en Venezuela una guerra civil. Por entonces luchó contra el golpe de Estado de Juan Vicente Gómez como secretario de la Cámara de Diputados y eso le valió un destierro que lo tuvo lejos del país durante veintiséis años.
Vivió en París (1910-1914) y luego en Madrid (1914-1936) en un periodo de su vida especialmente fértil en aspectos literarios. Comenzó con el libelo antigomecista Judas capitolino (1912); los poemarios Cantos de la prisión y del destierro (1911), La lámpara de Aladino (1915), libro en el que acuña el vocablo notícula, forma ésta considerada por la estudiosa en minificción, Violeta Rojo, como un término para designar a uno de los antecesores del género breve: «Dado el carácter misceláneo de gran cantidad de antecedentes de la minificción, sería posible considerar los textos de Rufino Blanco Fombona como otro de los antecesores del género.» La profesora Rojo también señala que «de acuerdo con Juan Carlos Chirinos, entonces, podríamos pensar que Notícula sería “otra forma de decir minicuento”. Coincidimos con Chirinos en que en estos textos está el espíritu des-generado de la minificción, pero también existe la posibilidad de que los pensemos como otras formas minificcionales en las que se unen relato, ensayo y reflexión.»
Blanco Fombona publicó el Cancionero del amor infeliz (1918) con motivo del trágico suicidio de su joven esposa, Carmen Casanova, que se había enterado de su infidelidad; más adelante, dio a la imprenta los libros de relatos Dramas mínimos (1920) y Tragedias grotescas (1928), y las novelas El hombre de oro (1915), La mitra en la mano (1927), La bella y la fiera (1931) y El secreto de la felicidad (1933).

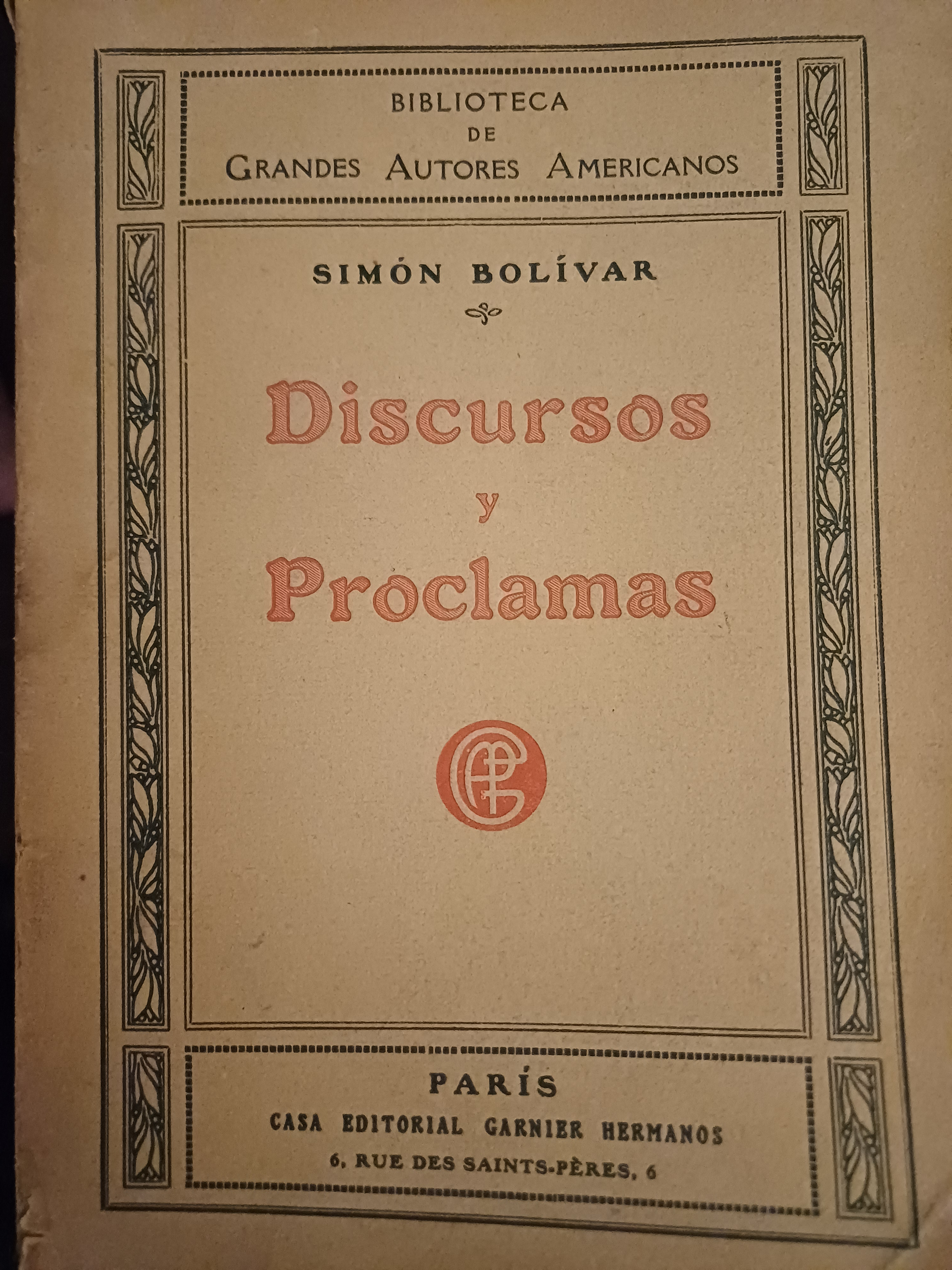
Portada de Simón Bolívar. Discursos y proclamas., editados por Rufino Blanco Fombona. París, Garnier, 1913.

Asimismo dirigió durante casi veinte años la Editorial América. Entre sus proyectos de esta época destaca su edición de parte de la obra de Simón Bolívar: las Cartas (1913, 1921, 1922) y los Discursos y proclamas (1913). En sus ensayos, por otra parte, propone un "proyecto panhispanistam²" al "panamericanismo" estadounidense y exalta la labor de los conquistadores españoles, fundadores de una comunidad de la que emergieron las nuevas repúblicas. Por otra parte reunió e imprimió una serie de estudios sobre Bolívar de Juan Montalvo, José Martí y José Enrique Rodó, entre otros (1914). Sus amigos de España e Hispanoamérica lo propusieron sin suerte en 1925 al Premio Nobel de Literatura y, opuesto a la dictadura en España de Miguel Primo de Rivera, con el apoyo de los republicanos del Partido Republicano Radical Socialista, fue nombrado a su caída gobernador civil de las provincias de Almería (1933) y Navarra (1933-34) tras la proclamación de la Segunda República.
Al regresar a su país ingresó en la Academia Nacional de la Historia (1939) y fue nombrado presidente del estado de Miranda (1936-1937) y ministro plenipotenciario de Venezuela en Uruguay (1939-1941). Ya no intentó inmiscuirse otra vez en política: se dedicó a investigaciones históricas, a la poesía y a escribir su Diario (de cerca de un millar de páginas y publicado en tres partes: Diario de mi vida. La novela de dos años (1904-1905) 1929; Camino de imperfección, 1933, y Dos años y medio de inquietud, 1942; la tercera parte no se publicó al haber sido robada al parecer por los agentes de Gómez en Madrid). Agravada su dolencia cardíaca, su último libro fue de poesía: Mazorcas de oro, una recopilación de viejos poemas con algunos nuevos, y murió de un ataque al corazón durante un viaje a Buenos Aires.

## Vida personal
Rufino Blanco Fombona era masón y fue maestro de la Gran Logia Masónica.

## Obra

### Diarios
- Diario de mi vida. La novela de dos años. 1904-1905 (Madrid: Compañía Iberoamericana de Publicaciones, 1929)
- Camino de imperfección. Diario de mi vida. 1906-1913 (Madrid: Ed. América, 1933).
- Dos años y medio de inquietud (Caracas: Impresores Unidos, 1942).

### Narrativa
- El hombre de hierro (Caracas: Tipografía Americana, 1907).
- El hombre de oro (Madrid: Ed. Renacimiento, 1915),
- Cuentos de poeta (Maracaibo: Imprenta Americana, 1900).
- Cuentos americanos (1904); 2.ª ed. aumentada París: Ed. Garnier, 1913.
- Dramas mínimos (Madrid: Ed. Biblioteca Nueva, 1920), relatos.
- La espada del samuray (Madrid: Ed. Mundo Latino, 1924)
- Tragedias grotescas (Madrid: Ed. América, 1928), relatos.
- La mitra en la mano (1931)
- La bella y la fiera (Madrid: Ed. Renacimiento, 1931)
- El secreto de la felicidad (Madrid: Ed. América, 1933).

### Poesía
- Trovadores y trovas (1899)
- Pequeña ópera lírica (1904)
- Au-delà des horizons... Más allá de los horizontes; petits poèmes lyriques (1908), segunda edición selecta con versión en francés de los dos libros anteriores; segunda edición, Pequeña ópera lírica. Trovadores y trovas (1919).
- Cantos de la prisión y del destierro (París: Librería P. Ollendort, 1911).
- Cancionero del amor infeliz (Madrid: Ed. América, 1918).
- Mazorcas de oro (Caracas: Impresores Unidos, 1943).

### Panfletos políticos
- De cuerpo entero; el negro Benjamín Ruiz (1900).
- Una página de historia; Ignacio Andrade y su gobierno (1900).
- Judas capitolino (Chartres: Imprenta de Edmond Garnier, 1912).
- La máscara heroica (Madrid: Ed. Mundo Latino, 1923).

### Ensayos
- La americanización del mundo (1902).
- La evolución política y social de Hispano-América (Madrid: Ed. B. Rodríguez, 1911).
- Grandes escritores de América (Madrid. Ed. Renacimiento, 1917).
- El conquistador español del siglo XVI (Ensayo de interpretación) (Madrid: Ed. Mundo Latino, 1921).
- El modernismo y los poetas modernistas (Madrid: Ed. Mundo Latino, 1929)
- Motivos y letras de España (Madrid: Ed. Renacimiento, 1930).
- El espejo de tres faces Santiago de Chile: Ediciones Ercilla, 1937.
- Mocedades de Bolívar (Buenos Aires: Ed. Inter-Americana, 1942)
- Bolívar y la guerra a muerte. Época de Boves. 1813.1814 (Caracas: Impresores Unidos, 1942)
- El espíritu de Bolívar. Ensayo de interpretación psicológica (Caracas: Impresores Unidos, 1943)
- Bolívar, 1984, póstuma.

### Libros de viajes
- Más allá de los horizontes (Madrid: Casa Editorial de la Vda. de Rodríguez Serra, 1903).
- Por los caminos del mundo (Madrid: Ed. Mundo Latino, 1926).

### Artículos
- Letras y letrados de Hispanoamérica (París: Sociedad de Ediciones Literarias y Artísticas, 1908).
- La lámpara de Aladino (Notículas), Madrid: Ed. Renacimiento, 1915.[9]

### Ediciones
- Simón Bolívar, Cartas de Bolívar (1799-1822) (1913).
- Simón Bolívar, Simón Bolívar. Discursos y proclamas (1913).